# Carlos Carrillo Parodi
Carlos Carrillo Parodi (Lima, 12 de agosto de 1932 - ibíd. 23 de enero de 2008) fue un microbiólogo médico, profesor y fundador de la Universidad Cayetano Heredia. En 1972, fue coordinador nacional del Programa Global de Erradicación de la viruela en Perú, miembro fundante de la Sociedad de Enfermedades Infecciosas en 1978, y Director del Instituto Nacional de Salud, en dos periodos. En 1992, fue Coordinador Nacional del Programa para erradicar el cólera en Perú.
Entre 1999 a 2001, fue reconocido como experto en Salud pública nacional y cambio climático. 
Propulsor de la Red Nacional de Laboratorios de Referencia en Salud Pública.

## Honores

### Galardones y distinciones
- “Protector in behalf of the Nicaragua’s population”  Certify (23 de noviembre de 1991) Signed by Lic. Arnoldo Alleman, Mayor of Managua Presented to C. Carrillo-Parodi,  for my leadership & contribution to the establishment of a National Strategy Program  for the Prevention of Cholera Epidemy in Nicaragua (11 de noviembre de 1991)

- 2000 HIPÓLITO UNANUE  FOUNDATION AWARD  for Research in Medical Sciences. February, 2000, Lima, Perú. “Serological Markers for Viral Hepatitis Virus B after vaccination among natives from Huanta-Perú, 1994-7”

- 1998 CONCYTEC ORG. AWARD “Genetic Polimorfism Profile of the Yellow Fever Virus from  Perú”  1998. Carlos Carrillo-Parodi., Isabel Montoya, María García.   Final Report abril de 2000

- 1998 CONCYTEC ORG. AWARD “Gen Polimorfism Profile of the Dengue Virus  Proteín E  among several Peruvian serotipes” . 1998. Isabel Montoya, Susan Douglas, C. Carrillo-Parodi. Final Report, octubre de 2000

- IDSA´s 2004 Kass Award.  Dres. Karen J. Vigil, Javier Adachi, Herbert L. Dupont, C. Carrillo-Parodi.. “Enteropathogenic Escherichia coli (EPEC) as a cause of Diarrea in Adult Peruvians in Lima, Perú, 2000-2004”   Boston, Mass. 30 de septiembre – 3 de octubre de 2004

### Membresías
- 2003, incorporado como académico de número, por la Academia Nacional de Medicina. Con más de 700 publicaciones en revistas nacionales e internacionales;

- 2004: acreditado con el Premio Kass (Sociedad de Enfermedades Infecciosas de las Américas) de IDSA, en Boston;

- 2006: nombrado miembro del Consejo Consultivo de la Fundación Instituto Hipólito Unanue;

- miembro del Club Forty Year Membership (presentado por C. Carrillo-Parodi) en agradecimiento por el apoyo leal y el servicio dedicado a la Sociedad, y en reconocimiento a las contribuciones a la Ciencia. Firmado por su Pte. James Tiedje, ASM, 17 de junio de 2005;

- miembro de Consultant Board of the Hipólito Unanue Institute, Foundation. Diploma presented by the President of the Foundation Agustín Iza Stoll. 19 de septiembre de 2006.

## Experiencia profesional en el Ministerio de Salud Pública
- 1961: asistente, División de Vacunas y Productos Biológicos, Instituto Nacional de Salud (INS), Perú.
- 1964: Jefe, Unidad de Producción de Vacunas, División de Productos Biológicos, Instituto Nacional de Salud, Perú.
- 1965/1970 Jefe, Departamento de Vacunas contra la Viruela, Instituto Nacional de Salud, Perú.
- 1970/1972 Jefe, División de Vacunas contra la Viruela, Instituto Nacional de Salud, Perú.
- 1970/1972 Coordinador Nacional, Programa Mundial de Erradicación de la Viruela. Perú,  PAHO/WHO
- 1973/1977 Supervisor Nacional, Comité Nacional para la Erradicación de la Viruela en Perú. (NIH- Perú)
- 1973/1977 Coordinador Nacional, Programa Intersectorial Nacional para la Erradicación de la Brucelosis, Perú. PAHO/WHO
- 1977/1979 Jefe, División de Microbiología, Centro de Control de Calidad, Instituto Nacional de Salud, Perú.
- 1979/1980 Jefe, División de Producción Biológica, Instituto Nacional de Salud, Lima, Perú.
- 1982/1983 Comisionado, Oficina de Racionalización y Administración, Ministerio de Salud Pública, Perú.
- 1985 Programa Nacional VAN, Asistente del Ministro de Salud Pública, Perú.
- 1985 Supervisor del Programa Sectorial I, Hospital Nacional Cayetano Heredia, Ministerio de Salud, Lima, Perú.
- 1990/1991 Director Técnico, Instituto Nacional de Salud, Ministerio de Salud, Lima, Perú.
- 1990 Representando al Sr. Ministro de Salud, II Reunión de Ministros del Área Andina.
- 1990/1992 Jefe del Instituto Nacional de Salud, Perú. (INS-OPD), Ministerio de Salud Pública, Lima, Perú. Noviembre de 1990 a marzo de 1992
- 1990 Representante del Ministerio de Salud, octubre de 1990. III Reunión Internacional del Director de Laboratorios de VIH de América Latina, Ottawa, Canadá.
- 1991 Coordinador Nacional del Programa Peruano de Control y Erradicación del Cólera en Perú. De febrero de 1991 a abril de 1992.
- 1990 Organizador del I Encuentro Internacional de Directores de los Institutos Nacionales de la Salud, de América Latina. Lima, julio de 1991.
- 1990 Organizador del I Taller Internacional para la Normalización del Diagnóstico de Laboratorio de Cólera, Instituto Nacional de Salud. (INS-OPD) julio de 1991, Lima, Perú
- 1991 Representante del Ministerio de Salud, Consejo Consultor para el Proyecto Peruano de Primatología  “Manuel  Moro”, NIH/OPS/OMS, Iquitos, Perú.
- 1991/1993 Organizador y Presidente, Red Nacional de Laboratorios de Cólera 1992, Ministerio de Salud Pública del Perú
- 1993/1994 Ministro Asistente, Ministerio de Salud Pública del Perú.
- 1993/ Director, miembro de CERPER S.A. Junta de Directores, Ministerio de Pesca, Callao-1994. Perú.
- 1994/1999 Jefe del Instituto Nacional de Salud (INS- OPD), Lima, Perú. Abril de 1994 a marzo de 1999.
- 1995 Miembro de alto nivel de la Comisión Nacional de Gobernación, ante la Unión Europea para las Certificaciones Sanitarias Bruselas, Bélgica. Junio de 1995, Restricciones a la importación de pescados y mariscos peruanos después de la epidemia de cólera.
- 1995 Miembro de la Junta Directiva, III Reunión Internacional de Directores de los Institutos Nacionales de la Salud, de América Latina. OMS/OPS, abril, La Paz, Bolivia.
- 1997 Miembro de alto nivel de la Comisión Nacional de Gobernación, marzo de 1997; al Ministerio de Salud de España, Madrid, España. Certificaciones Sanitarias. Restricción para la exportación peruana de espárragos y toxina de botulismo a España.
- 1999/2001 Experto Nacional en Salud Pública y Cambio Climático (CONAM), Lima, Perú (designación nacional).
- 2003 National Institute for Cancer.  Consultant  for the Head of the Institute. Desde enero de 2003 hasta hoy. Lima, Perú

## Membresías en Sociedades Médicas Nacionales
- ACADEMIA NACIONAL DE MEDICINA (ANM) académico de Número (#25) agosto de 2003
- COLEGIO MEDICO DEL PERU CMP0843
- ASOCIACIÓN PERUANA DE MICROBIOLOGIA, fundador, miembro 1961.
- ASOCIACIÓN MEDICA DANIEL A. CARRIONS, desde 1963.
- SOCIEDAD  PERUANA DE PATOLOGIAS, desde 1970.
- ASOCIACIÓN PERUANA DE INFECCIOSAS Y TROPICALES, fundador, miembro desde 1989.

## Membresías en Sociedades Médicas Internacionales
- AMERICAN SOCIETY FOR MICROBIOLOGY  (ASM) desde 1965 – Miembro ID# 1021799
- NEW  YORK ACADEMY OF SCIENCES, desde 1978
- American  Society of Tropical Medicine and Hygiene, desde 1998